# Hans Spemann
Hans Spemann   (Stuttgart, 27 de juny de 1869 - Friburg de Brisgòvia, 12 de setembre de 1941) fou un metge, zoòleg i professor universitari alemany guardonat amb el Premi Nobel de Medicina o Fisiologia l'any 1935.

## Biografia
Va néixer el 27 de juny de 1869 a la ciutat de Stuttgart, situada a l'estat alemany de Baden-Württemberg. Va estudiar medicina a la Universitat de Heidelberg i zoologia a l'Institut Zoològic de la Universitat de Wurzburg. L'any 1908 fou nomenat director de l'Institut de Zoologia de la Universitat de Rostock, el 1914 director de l'Institut de Biologia Kaiser-Wilhelm de Berlín, i el 1919 professor de zoologia a la Universitat de Friburg.
Va morir el 12 de setembre de 1941 a la ciutat de Friburg de Brisgòvia.

## Recerca científica
Interessat en l'embriologia, l'any 1935 fou guardonat amb el Premi Nobel de Medicina o Fisiologia pel seu descobriment del factor organitzador en el desenvolupament embrionari, i que actualment és conegut amb el nom d'inducció embriològica.